# Yelicones melanocephalus
Yelicones melanocephalus är en stekelart som beskrevs av Cameron 1887. Yelicones melanocephalus ingår i släktet Yelicones och familjen bracksteklar. Inga underarter finns listade i Catalogue of Life.